# Château de Sommières
Le château de Sommières se situe sur la commune de Sommières dans le département français du Gard en région Occitanie.
Ce château, qui remonte au Moyen Âge, tirait son importance stratégique de sa situation dominant le pont Tibère, pont romain franchissant le Vidourle.

## Historique
L'origine du château remonte probablement au Xe ou  XIe siècle : il est mentionné pour la première fois dans des archives de 1040. Il a été bâti par la maison des Bermond, seigneurs d'Anduze et de Sauve,,, vassale des comtes de Toulouse.  Il devient par la suite une coseigneurie jusqu'au XIIIe siècle. Cette famille a laissé peu de traces. Son dernier représentant fut contraint d'échanger en 1248 ses seigneuries de Sommières et de Calberte contre le château du Caylar, au profit du roi Louis IX, semble-t-il à la suite de différentes poursuites judiciaires, mais aussi à cause de l'importance stratégique de cette place. Le château devient alors forteresse royale et fait l'objet de divers travaux de fortification. Il est alors administré par un viguier royal. Philippe VI y fit halte, une nuit, en 1349.
Pendant la guerre de Cent Ans, le château est aux mains des partisans du duc de Bourgogne. Elle est longuement assiégée et finalement prise en mars 1422 par Charles VII.
Lors des guerres de Religion, le château subit plusieurs sièges, dont deux majeurs en 1573 et 1575, passant tour à tour du camp protestant dans celui des catholiques. Plusieurs prisons y sont alors aménagées pour y enfermer des protestants, principalement des femmes, et les fortifications sont renforcées. À la suite de la révocation de l'édit de Nantes, Sommières devient l'un des centres de reprise en main des territoires protestants par le pouvoir royal.
À partir du XVIIIe siècle, son rôle se réduit à celui d'un petit casernement militaire, régulièrement entretenu par le Génie, et de prison de droit commun.
En 1809, le château est démembré et vendu. Progressivement, les habitants de Sommières s'installent dans les ruines et y construisent leurs propres habitations contre les remparts. Jusqu'à la fin du XIXe siècle, c'est un quartier populaire de la ville, qui sera à son tour progressivement abandonné. En 1936, la municipalité rase une partie des casernes en ruine pour y installer deux réservoirs d'eau qui ont fait l'objet d'une totale démolition en 2019 entraînant ainsi un aménagement de l'emprise foncière.
Le donjon fait l'objet d'une inscription au titre des monuments historiques en 1926. L'inscription de l'ensemble du château n'intervient que le 8 septembre 2010et ne comprend pas la totalité de l'emprise foncière (voir ci-après au titre "La Vignasse")..
Ses remparts, dégradés en plusieurs endroits, font l'objet depuis 2004 d'un programme de restauration mené par la Ville de Sommières avec le soutien de la DRAC, de l'ancienne région Languedoc-Roussillon et du département du Gard.
La chapelle castrale (XIIe et XVIIe siècles) a été restaurée en 2015.
Une particularité est toutefois à signaler, une partie de l'ensemble appelé "Le Château" constitue une propriété privée consistant notamment en un bâtiment  destiné à une habitation effective d'ailleurs, les ventes successives de celle-ci n'ayant pas été jugées par les municipalités d'alors comme opportunes.

## Architecture

### Architecture extérieure
Le château comprenait deux tours : la tour Bermond au sud et la tour de Montlaur au nord, datant respectivement du début et de la fin du XIIIe siècle. Seule la tour Bermond est intacte, la tour de Montlaur ayant été partiellement détruite lors du siège de la ville en 1573 puis au XIXe siècle,.

#### Tour Bermond
La tour Bermond est construite par le dernier seigneur de Sommières vers 1200. Elle est édifiée directement sur le rocher sur 25 m de hauteur,. 
Édifiée en pierres de taille à bossage (pierres de taille avec partie centrale saillante et joints accentués), cette tour qui correspond au donjon du château est percée de fines meurtrières surmontées chacune d'un arc monolithe et couronnée de créneaux.
Elle comportait une bretèche sommitale dont il ne subsiste qu'un corbeau. Un hourd surmontait probablement le sommet de la tour. À l'origine, l'entrée, située plusieurs mètres au-dessus du sol actuel, n'était accessible que par une échelle. Elle comporte deux niveaux intérieurs construit en berceau brisé relié par un étroit escalier à vis. Chaque niveau est éclairé par deux fenêtres disposées en hauteur, à l'est et à l'ouest.
La tour est protégée par une chemise dont les murs ont une épaisseur maximum 1,60 m. Elle comporte des archères et devait être couverte d'un toit comme l'attestent les corbeaux encore visibles sur les murs de la tour.

La tour Bermond.
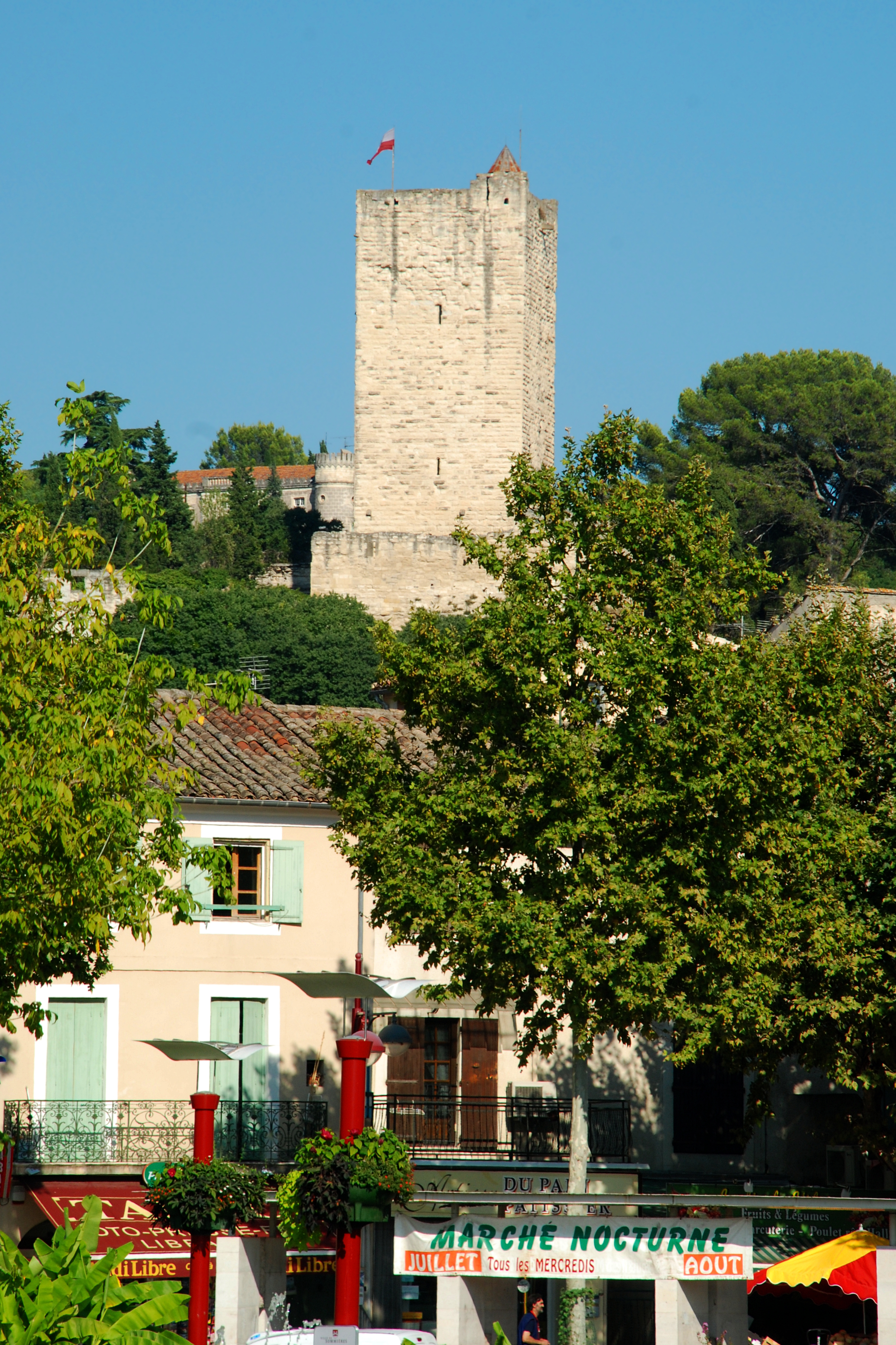
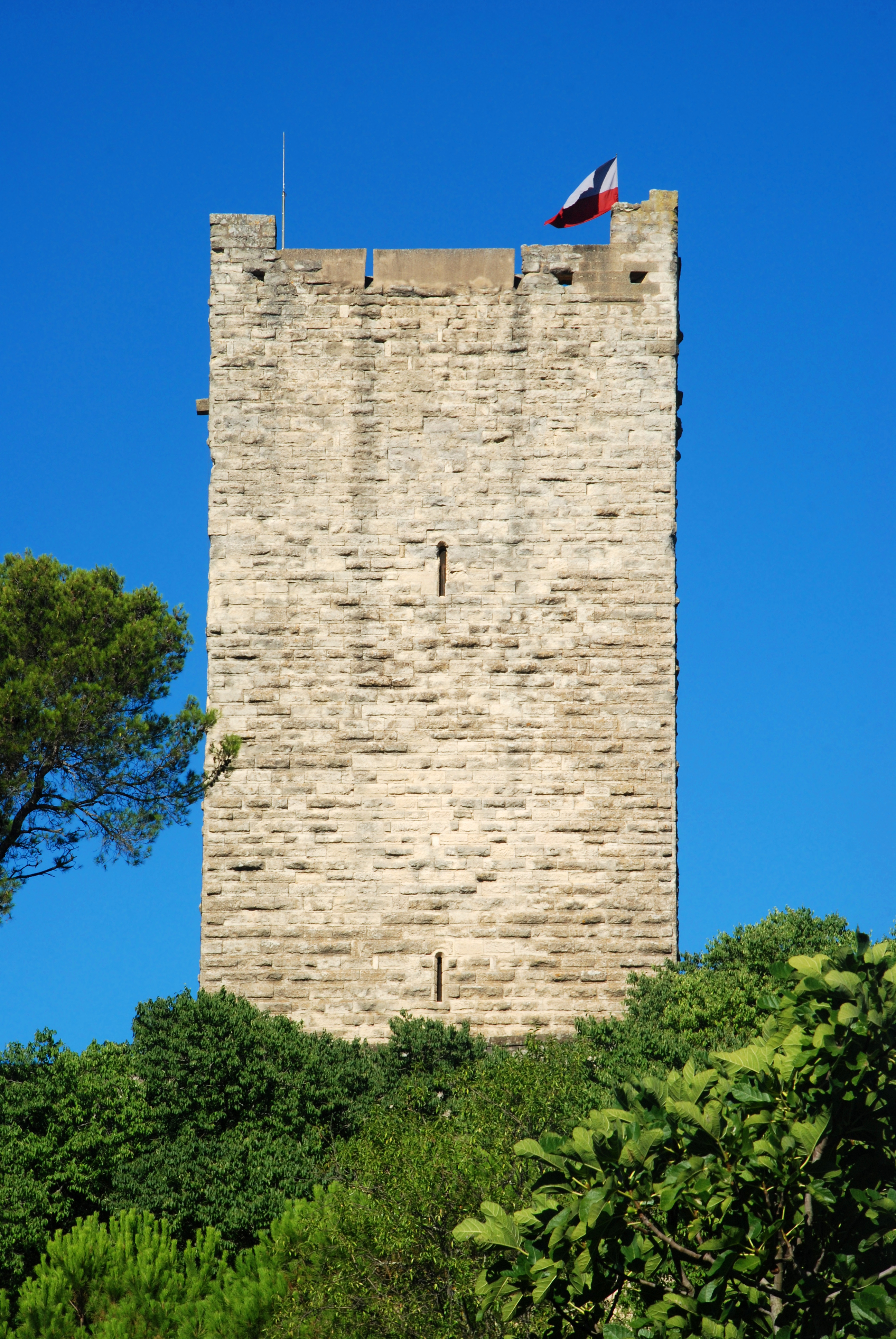
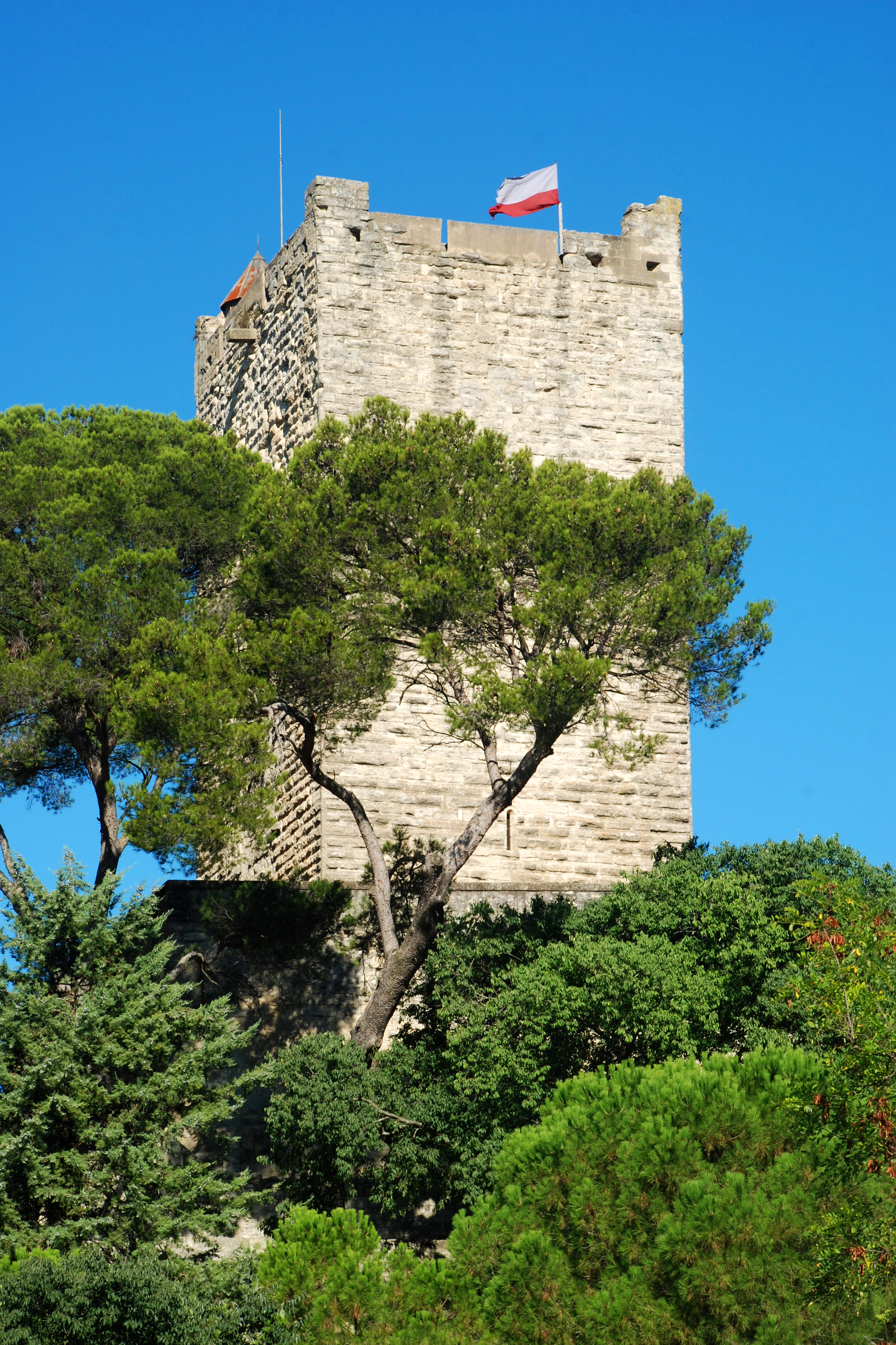

#### Fossé et remparts
Le rempart oriental, en mauvais état et présentant des traces de réfection, porte à certains endroits des gargouilles en forme de canon qui évoquent celles qui ornent le beffroi de Sommières. Mais elles sont beaucoup plus simples que celles du beffroi, qui sont portées par des consoles en pierre, ou celles de la maison adjacente au beffroi, qui sont ornées de feuilles d'acanthe.

Les remparts
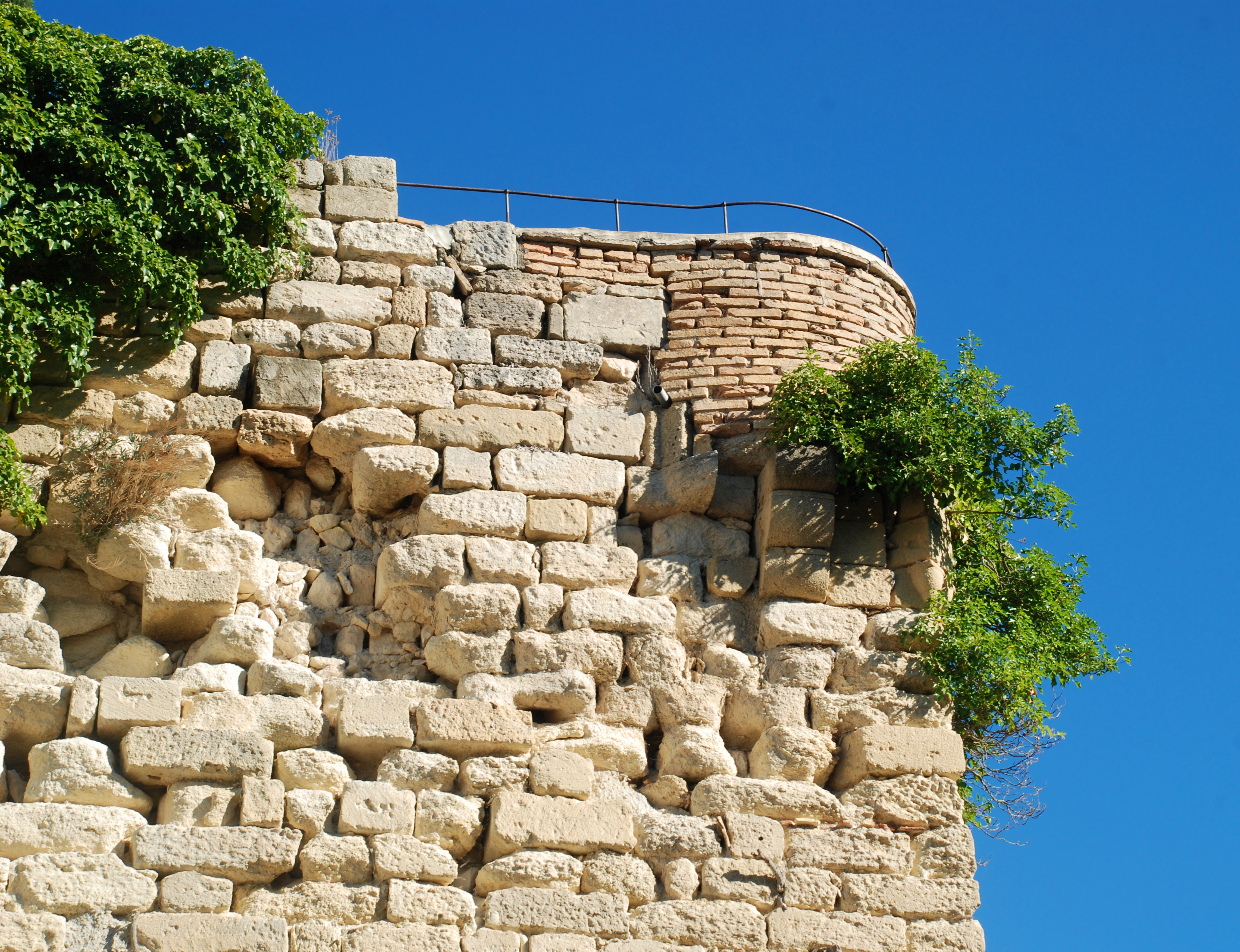
Traces de réfection du rempart est.
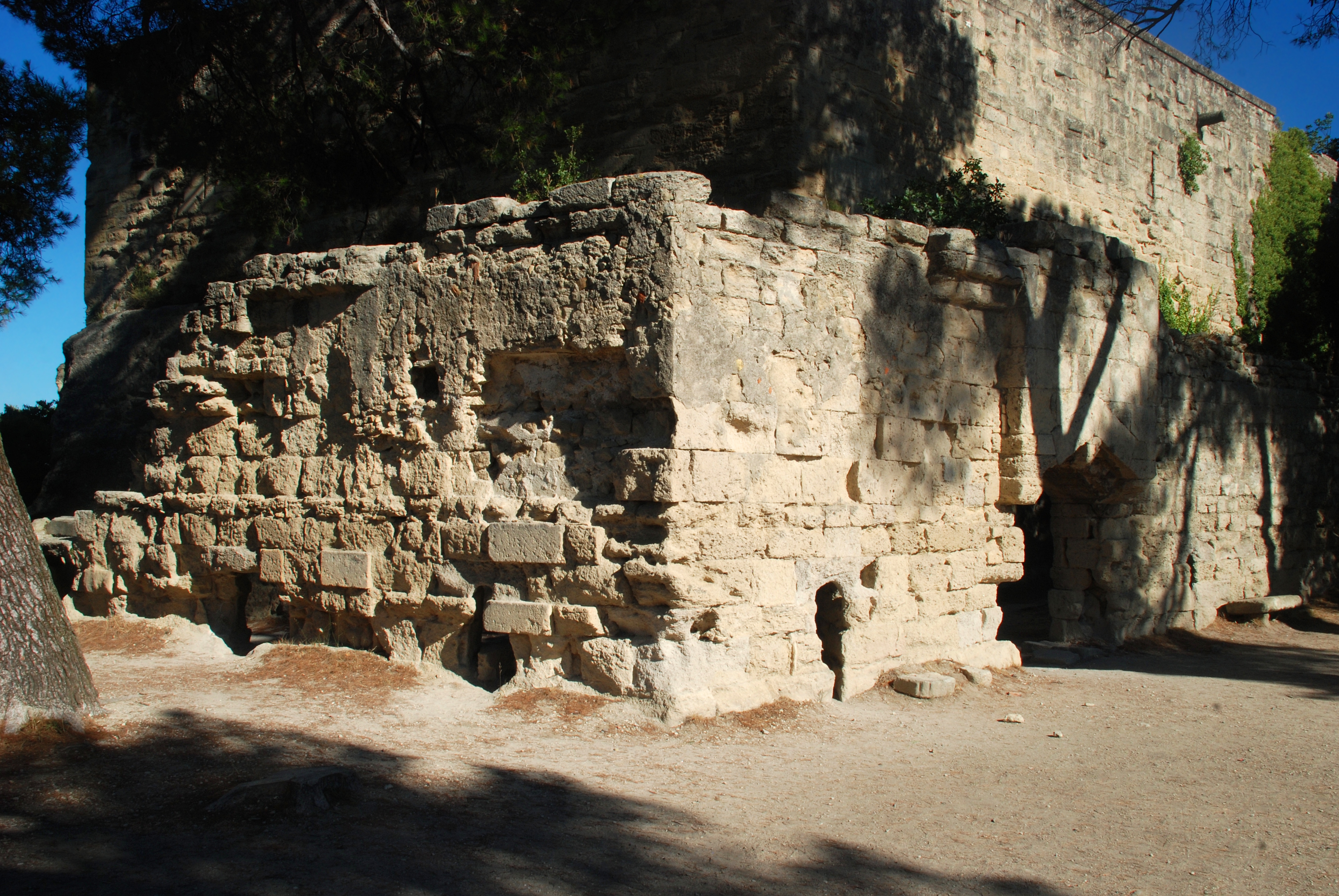
Les remparts au pied de la tour Bermond.
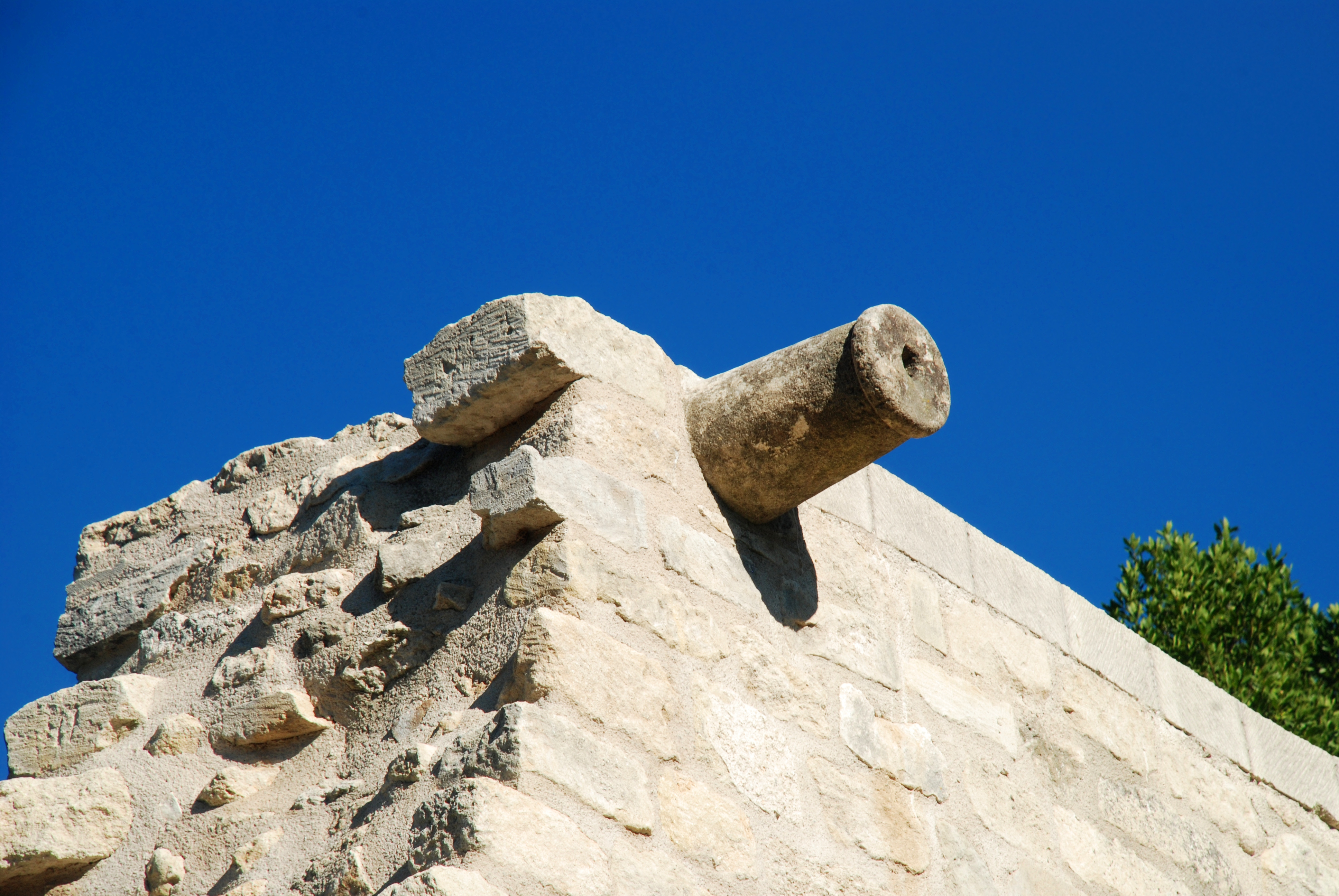
Gargouille en forme de canon.

#### Tour-porte
La tour-porte correspond à la porte principale du château, ouverte sur la ville, qui fut percée dans une tour. 
Contemporaine de la chapelle, elle fut probablement aménagée à la même époque. Son arc en plein cintre est surmonté de mâchicoulis et le porche comporte un assommoir. 
Un portail contemporain a remplacé la herse d'origine.

#### Tour Montlaur
Construite à l'époque royale, il ne demeure de la tour Montlaur que les soubassements, dissimulés par la végétation dans la propriété privée située dans l'enceinte du château. Les ruines correspondent à une construction en bossage à chanfrein large, caractéristique des règnes de Philippe le Hardi ou Philippe le Bel. Elle est désignée sous le nom de Montlaur sur les plans du génie militaire datés du XVIIIe siècle. Il pourrait s'agir d'une déformation du nom de la famille Montaud, probable co-seigneur du château, dont le fief  était situé à une dizaine de kilomètres de Sommières. Lors du siège de 1573, la tour se serait totalement effondrée sous la canonnade mais des gravures plus récentes indiquent que l'effondrement se limita à sa partie haute. Au XVIIIe siècle, le rez-de-chaussée faisait office de prison.

#### Fausse braie
La fausse braie fut édifiée dans le dernier quart du XIIIe siècle. Constituée à l'origine d'une suite d'éléments défensifs destinés à la protection du noyau castral, il n'en demeure que peu d'éléments. Le premier d'entre eux est une tour médiévale, modifiée au XVIIIe siècle, située côté ouest face au portail du château. Des restes d'une voûte, qui devait couvrit le passage en s'appuyant sur l'enceinte du château, et d'un escalier indiquent qu'il pourrait s'agir des vestiges de l'entrée médiévale du château. Dans l'angle sud-ouest du rempart, une tour, de plan circulaire, constitue le second élément du dispositif. Elle est construite en bel appareil. Bien que désignée comme «la tour qui servait de Moulin» dans les rapports de la fin du XVIIIe siècle, aucune découverte ne permet de confirmer cet usage. Le troisième élément correspond à un bastion triangulaire  protégeant l'angle sud-est du rempart. L'escalier qui permet d’accéder au bastion depuis la terrasse est d'époque moderne. Un quatrième et dernier élément correspond à une tour carrée à l'est dont la construction date probablement des guerres de religion.

#### Enceinte de la Vignasse
L'enceinte de la Vignasse fut construite pour renforcer la protection du noyau castral côté nord. Plusieurs fois endommagée durant les sièges, elle fut à chaque fois restaurée et rehaussée. Elle comporte plusieurs terrasses, désormais envahies par la végétation et inaccessibles au public, et deux tours, la tour de la Vignasse et la tour de la Bistoure.
Il semble que la tour de la Vignasse n'ait subi aucune transformation depuis sa construction à l'époque royale. On y accède par une porte depuis le remblai intérieur. Elle ne comporte qu'un seul niveau recouvert d'une voûte en berceau. Elle est percée de trois archères de 2,50 m environ. Elle a bénéficié d'une restauration en 2012. La tour de la Bistoure correspond à la tour principale de l'enceinte de la Vignasse dont elle protège l'angle nord-ouest. Construite dès l'époque seigneuriale, elle fut remaniée plusieurs fois à l'époque royale comme l'attestent ses différents appareillages.
L'intérieur de l'enceinte comporte une salle triangulaire, taillée dans le rocher. Les crochets visibles au plafond et les vestiges d'une ancienne cheminée pourraient laisser croire qu'il s'agissait d'un fumoir à viandes, à tout le moins d'un espace de stockage en cas de siège.
Cette enceinte porte différentes références cadastrales dont certaines, curieusement, ne sont pas visées dans la classification (8 septembre 2010) historique du château, AC 520, 521, 522, 539 bien que formant incontestablement partie intégrante de cet ensemble.
A noter qu'une partie de cette assiette foncière non classée avait fait l'objet, il y quelques années, d'un legs particulier sous condition d'aménagement d'un jardin médiéval destiné à la visite et non suivi d'effet à ce jour

#### Le fossé
Le fossé correspond à une dépression naturelle qui fut aménagée en creusant la roche. La hauteur du fossé varie de 2 m à 16 m. Au pied de la tour de Bistoure, il existe une source d'eau naturelle qui fut aménagée à une époque très ancienne.

### Architecture intérieure

#### Casernes
La date de construction des casernes est inconnue mais sur des plans antérieurs au XVIIIe siècle il existe déjà un bâtiment à l'emplacement de la caserne dite «pavillon des invalides». La façade actuelle est plus récente que le reste du bâtiment où l'on peut voir plusieurs anciennes baies occultées. 
Le «pavillon des invalides» comporte deux niveaux. Le rez-de-chaussée se compose de deux salles voûtées d'arêtes du XVIIIe siècle. Une bove, citerne taillée dans le rocher pour recueillir les eaux de pluie, est visible dans l'angle contigu à la chemise de la tour Bermond. Le niveau supérieur était accessible par un escalier désormais effondré. Une porte aménagée côté nord permettait d'accéder à une galerie qui desservait les autres bâtiments de casernement qui furent détruits lors de la construction des réservoirs d'eau et dont il ne reste que des vestiges de cheminées.

#### Salle ogivale
La salle ogivale fut probablement construite dès le Moyen Âge. C'est une salle couverte de voûtes sur croisées d'ogives. Le mur sud ne comportant aucune ouverture, la pièce devait être éclairée côté nord où subsiste un unique appui de baie. La salle comporte deux cheminées. Celle du fond, la plus ancienne, laisse penser que la salle était initialement une chambre. La seconde cheminée, contre le mur ouest, semble contemporaine de la construction des casernes.

#### Logis du garde d'artillerie
Le logis du garde d'artillerie, situé dans le prolongement de la salle ogivale, figure sous ce nom sur des plans du Génie. Il comportait deux niveaux et servait de logement aux officiers de la garnison. Chaque niveau communiquait avec le niveau équivalent de la chapelle voisine : au rez-de-chaussée par une porte toujours visible, à l'étage par deux portes désormais murées.

#### Chapelle castrale

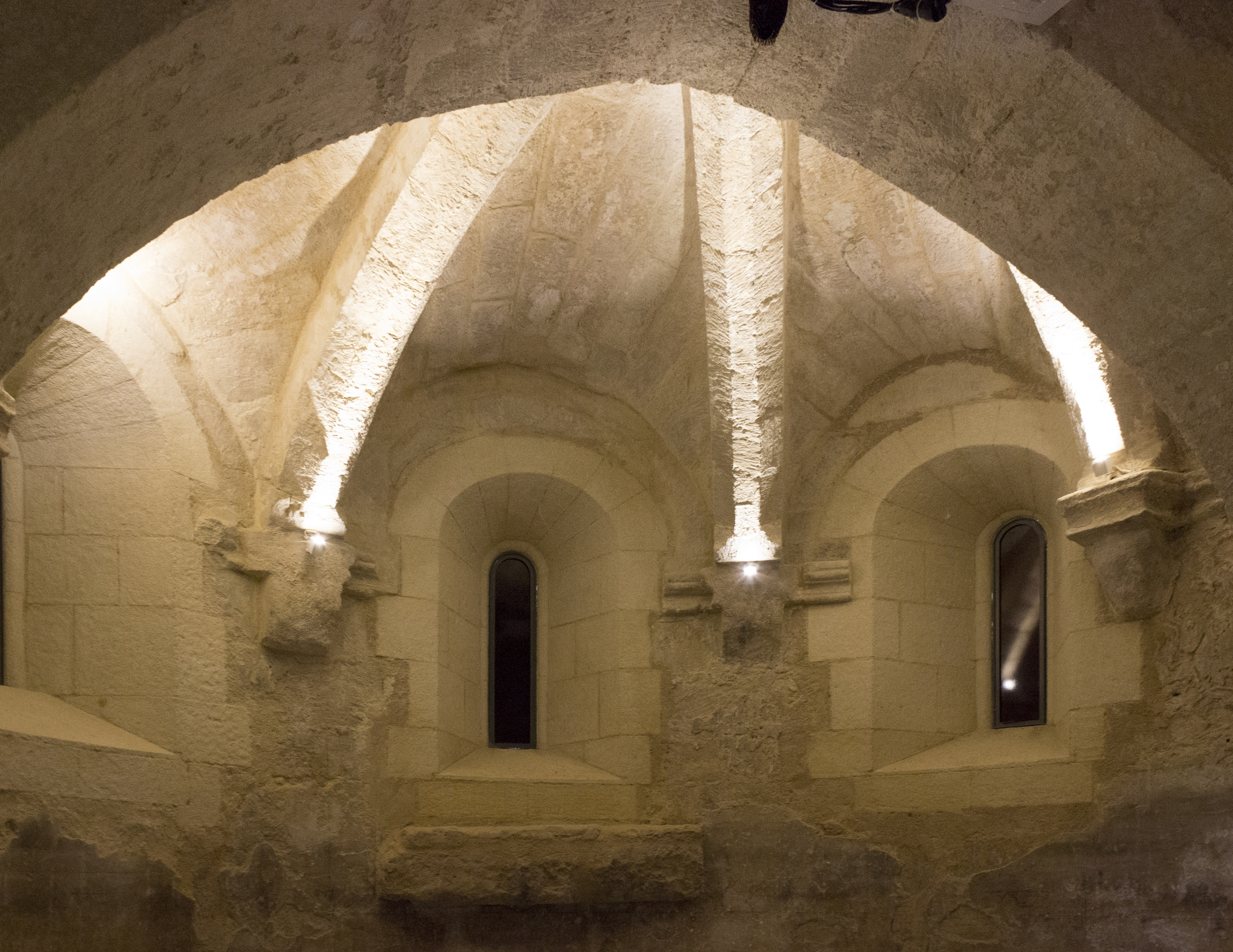
Intérieur de la chapelle.

La construction de la chapelle castrale fut commandée par Louis IX qui la dédia au Saint-Sauveur. Elle ne comportait alors qu'un seul niveau. La nef est de style roman mais le chœur de style gothique avec une voûtes sur croisées d'ogives qui fut ultérieurement surbaissée au XVIIe siècle lors de la construction de l'étage. 
En 1689, la chapelle est transférée à l'étage. La partie basse de l'édifice est transformée en deux cachots séparé par un mur de refend, toujours visible, qui sépare le chœur de l'abside sans communication possible. Une porte située à la place de la baie ouest permet d'accéder au cachot situé dans le chœur. Le mur de refend comporte des graffitis laissés par les prisonniers protestants et militaires. Parmi les bâtons de comptage, on peut distinguer le nom du village de Cardet et celui de la galère La Hardie où furent envoyés des camisards à la fin du XVIIe siècle.

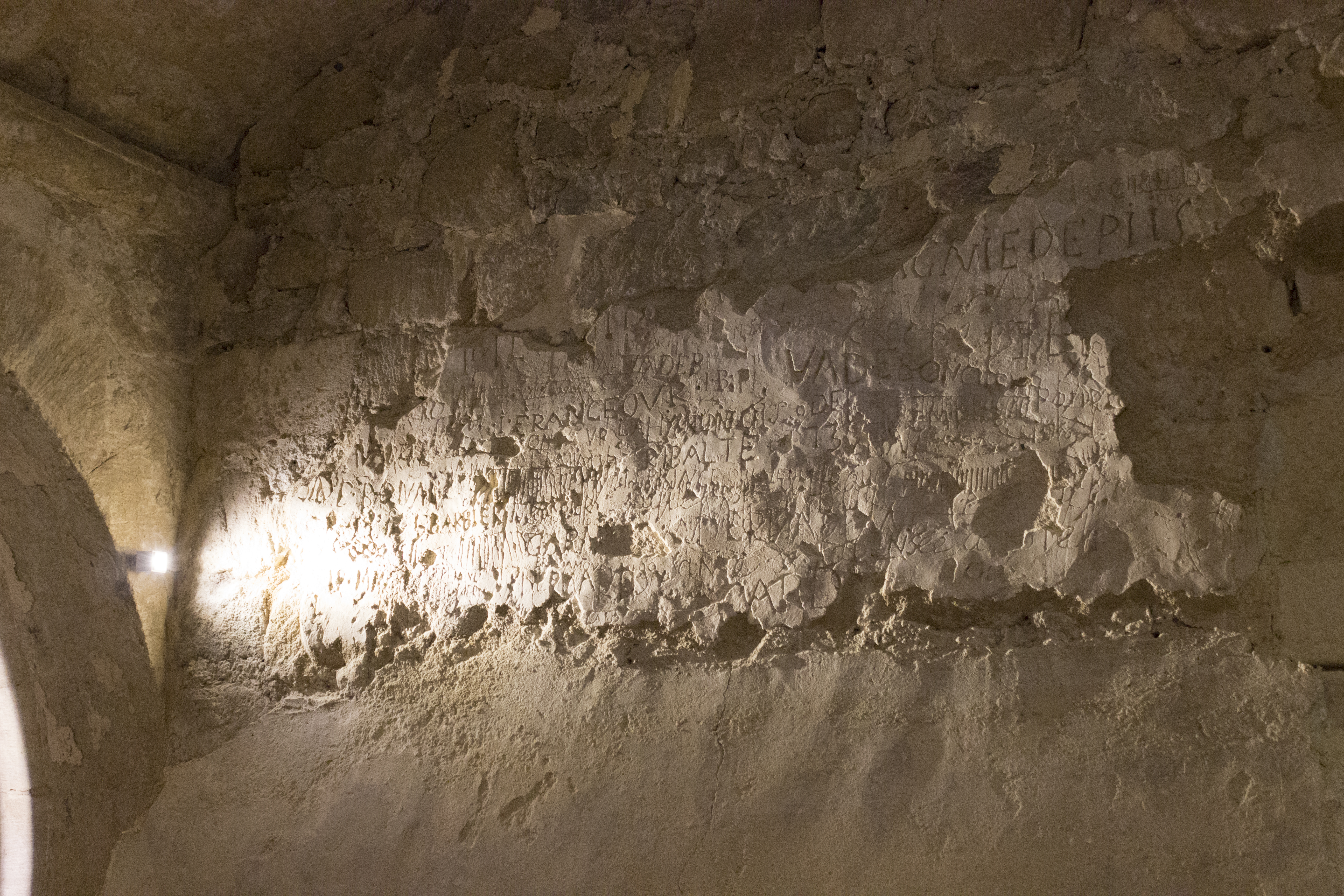
Les graffitis.

Au XVIIIe siècle, le deuxième cachot, situé dans la nef de la chapelle, est transformée en salle des gardes : une porte est ouverte côté nord (détruite lors de la restauration  en 2015), une cheminée (angle nord-ouest) et un escalier donnant accès au logis du gardien d'artillerie sont alors aménagés.
Au XIXe siècle, les villageois occupant les ruines du château  transforment le chœur de la chapelle en citerne : le sol est pavé de carreaux en terre cuite et les murs recouverts d'un enduit étanche.